# Pálfiszeg
Pálfiszeg è un comune dell'Ungheria di 181 abitanti (dati 2008). È situato nella contea di Zala.